# Rico Birndt
Rico Birndt (* 16. November 1992) ist ein deutscher Koch.

## Werdegang
Birndt kochte im Restaurant Lakeside im Hotel The Fontenay in Hamburg, im Restaurant Kadeau in Kopenhagen und als Souschef im Restaurant Pasture in Auckland (Neuseeland).
Von Juni 2022 bis Dezember 2023 war Birndt Küchenchef im Restaurant Mural Farmhouse, das im April 2023 mit einem Michelinstern und zwei grünen Michelinsternen für Nachhaltigkeit für das Fine Dining und das a la Carte Restaurant ausgezeichnet wurde. Das Restaurant hat einen Dachgarten, der ab Frühjahr auch als Terrasse für das Restaurant genutzt werden kann. Dort werden auf 600 Quadratmetern Gemüse und Kräuter angebaut, die in der Küche zum Einsatz kommen. Im November 2023 verließ Birndt das Mural Farmhouse.
Im März 2024 eröffnete er das Restaurant June als Küchenchef und Inhaber in Übersee am Chiemsee. 2025 wurde das June mit einem Michelinstern ausgezeichnet.

## Auszeichnungen
- 2023: Ein Michelinstern für das Restaurant Mural Farmhouse im München[2]
- 2023: Ein grüner Michelinsterne für Nachhaltigkeit für das Restaurant Mural Farmhouse[2]
- 2025: Ein Michelinstern für das Restaurant June in Übersee[9]